# UTAN
『UTAN』（ウータン）は、学習研究社（現・学研ホールディングス）から刊行されていた日本の月刊科学雑誌。誌名は「Universe」（宇宙）、「Technology」（技術）、「Atom」（原子）、「Nature」（自然）の頭文字をとったものである。

## 歴史
創刊号は1982年7・8月号である（創刊2号は1982年9月号、以後月刊）。創刊号の特集は「2001年ジャパニーズシャトルの時代」と「ミクロのスーパースター・大腸菌」。主に中高生を対象とした雑誌で、学習雑誌 『科学』・『学習』の購読者が、中学生以降にこの雑誌を購読していたケースが多かった。書店・小売店での販売が主流であったが、学研コンパニオンによる家庭への訪問販売でも取り扱われていた。
創刊当初は広中平祐が編集顧問（責任監修）を務め（表紙に明記）、教育社（現・ニュートンプレス）から先立って刊行されていた科学雑誌『ニュートン』に似て、写真やイラストを詳細な説明文で説明する、といった内容であった。1985年の国際科学技術博覧会（科学万博つくば’85）開催時には特集号として誌面全体が特集のみで構成されている。また、誌名から、オランウータンの保護活動にも力を注いでおり、シンボルマークにオランウータンが採用されていた時期もあった。
1980年代後半は超能力や占い、さらにはノストラダムスなどの疑似科学的な特集が増え、軍事技術や国際紛争問題といった科学雑誌が取り扱うような内容とはかけ離れた特集が組まれることも少なくなかった。同じく学研から刊行されていたオカルト情報誌である『ムー』と記事が重なることもあった。1986年8月号では、特集内でオウム真理教の麻原彰晃の空中浮揚を取り上げていた。
1990年代に入ると、環境汚染が社会問題化したことを受け、「驚異の科学シリーズ」と称して環境問題をメインに取り扱った。これは好評で毎月のように特集が組まれ、ムックが何冊も刊行されたほどであったが、結果としては環境グラフ雑誌ともいえる内容が科学雑誌とはますますかけ離れていき、宇宙や技術といった話題はほとんど扱われなくなった。また、軍事技術や国際紛争問題、オカルトといった内容がメインに据えられることもあって、科学雑誌としての評価は下がり、やがて売上も下がった。
1990年11月号では、創刊100号を記念して総力特集「環境100のレポート」を100ページ分掲載した。
その後は再び科学雑誌として科学中心の内容に戻されたが、売上の低下に歯止めがかかる事はなく、1995年4月号からは学研コンパニオンによる家庭への訪問販売のみの取扱いとなった。1997年3月号をもって休刊となった。最終号の特集は「聖徳太子と飛鳥京の真実」と「達人たちの自然観」だった。

## 連載作品

### 科学関連
- 「裏ウータンシリーズ」（文：石川荘一、絵：阿部忠雄）
最先端科学をハイテク犯罪で紹介するコーナー。雑誌自体は左から右へ読む形式だが、このコーナーのみ右から左へ読む形式になっている。
- 「正狩炎の占いのウラ・オモテ」
- 「UTAN実用ホビーシリーズ」
各種ホビーの鉄人が、そのホビーに関する情報や楽しみ方を伝授するコーナー。
- 「唐沢俊一のクスリ・ストリート」
- 「内山先生のクイズでわかるエコロジー」（内山裕之）
- 「ゴリラ教授の能力全開講座」（大島清）
- 「中学数学で理解できる相対性理論地獄の特訓講座」（文：吉永良正、絵：太田雅俊）

### 連載漫画
- 『¡DOCTOR!（ドクトール）』（一本木蛮）
- 『島本晴海の地球防衛オーラン』（島本晴海）
- 『ココナとハッセルホフ』（山下博行）
- 『アーバン薬局ものがたり』（阿曽利子）

### その他
- 「林葉直子のフニャムニャ時間（タイム）」
- 「林葉直子の帰ってきたフニャムニャ時間（タイム）」
- 「うーたんの大冒険！ パズルファンタジー」（制作：ニコリ、絵：渡辺夏木）

### 読者ページ
- 「UTANかわら版」（絵：ほしきら）
- 「超級覇王UTAN」（絵：一本木蛮、島本晴海、山下博行）